# Mount Parry
Mount Parry är ett berg i Antarktis. Det ligger i Västantarktis. Argentina, Chile och Storbritannien gör anspråk på området. Toppen på Mount Parry är 2 629 meter över havet, eller 384 meter över den omgivande terrängen. Bredden vid basen är 1,9 km.
Terrängen runt Mount Parry är mycket bergig. Havet är nära Parry västerut. Trakten är obefolkad. Det finns inga samhällen i närheten. 